# Йохан фон Зьотерн
Йохан (Хеене) фон Зьотерн (на немски: Johann (Heene) von Soetern; † сл. 13 декември 1422/ или 1469) е благородник от род Зьотерн (днес част от Нофелден в Саарланд), бургман на Оденбах в Рейнланд-Пфалц.
Той е син на Бертолф (Бертолд) фон Зьотерн († сл. 29 януари 1387) и съпругата му Алверадис фон Оберщайн, дъщеря на Андреас фон Оберщайн и на де Росиерес. Внук е на Бертолф фон Зьотерн, бургман на Шмидбург и Гримберг († сл. 1349) и на фон Шварценберг. Потомък е на Бертолф де Сотере († сл. 1231). Роднина е на Филип Кристоф фон Зьотерн (1567 – 1652), княжески епископ на Шпайер (1610 – 1652) и архиепископ и курфюрст на Курфюрство Трир от (1610 – 1652).
Фамилията фон Хунолщайн наследява през 1575 г. господството Зьотерн и построява дворец. „Линията Зьотерн“ на род „Фогт фон Хунолщайн“ измира през 1716 г. с Ернст Лудвиг фон Хунолщайн (1644 – 1716).

## Фамилия
Йохан (Хеене) фон Зьотерн се жени пр. 12 януари 1426 г. за Анна/Агнес фон Хунолщайн († сл. 12 януари 1426), дъщеря на фогт Йохан I фон Хунолщайн, господар на Цюш/Цуш († 1396) и Елизабет Кемерер фон Вормс († 1388), дъщеря на Йохан Кемерер фон Вормс († 1363) и Елизабет фон Роденщайн. Те имат децата:
- Хайнрих фон Зьотерн († между 11 юни 1492 – 13 юли 1495), байлиф на Биркенфелд, женен за Маргарета фон Елтер († сл. 1495); имат дъщеря
- Бертолд (Бехтолд) фон Зьотерн († сл. 1478), женен пр. 11 ноември 1429 г. за Хилдегард фон Дирмщайн; имат син
- Анна фон Зьотерн († сл. 1429), омъжена за Йохан фон Волфенщайн († сл. 1462)